# 東京都立武藏野北高等學校
東京都立武藏野北高等學校（日语：東京都立武蔵野北高等学校）是一所位於日本東京都武藏野市八幡町二丁目的男女共學公立學校。

## 學校簡介
1978年，在當地人民對高中的強力需求和呼籲下，設立該校。該校學生、教職員工及當地人都稱呼該校的暱稱“武北（ムサキタ）”。武藏野北高等學校被東京都教育機關指定為“進学指導推進校”，其大學入學成績一直在穩步提升中。除了學風盛行之外，該校的課外活動也開展得非常熱鬧。
學校毗鄰武藏野中央公園，這是東京都少有佔地面積龐大的公園。放學後，可以在這遇見不少正進行課外活動的武藏野北高等學校學生。

## 學校沿革
- 1978年：東京都立武藏野北高等學校開校（於東京都立砂川高等學校教學樓授課）。[3]

- 1979年：東京都立武藏野北高等學校二期學生入校，學校遷往現址授課。[3]

- 1980年：成為全國軟式棒球大賽東京都代表。[3]

- 1982年：引入東京都集體聯合選拔制度（日语：グループ合同選抜制度），被編為第九學區的91小組。[3]

- 1994年：開闢單獨招生（日语：高校受験）通道。[3]

- 2007年：獲選成為東京都“進学指導推進校（日语：進学指導推進校）”[3]

## 學校制服
東京都立武藏野北高等學校所使用校服於1995年制訂，上裝男女均為深藍色西裝外套，下裝男生為同色單排釦西褲，女生為雙排釦格子百褶裙。而自2005年學年開始，女生下裝裙子的長度修改為通常長度。

## 學校活動
- 校運動會每年五月舉行。

- 校合唱節每年六月舉行。

- 校文化節（也被稱之為“綠光節”）每年九月舉行。主要內容有班級劇場、餐飲販售及教室展示等。

## 課外活動
游泳部、圍棋將棋部與田徑部擁有參加關東地區乃至全國大賽的實力；男子排球部等體育部門則在市級比賽中擁有較好成績。此外，理科部也有諸多研究報告發佈。
| - 足球部 - 硬式棒球部 - 田徑部 - 軟式網球部 - 男女硬式網球部 - 羽毛球部 - 男女排球部 - 男女籃球部 - 劍道部 - 藝術體操部 - 乒乓球部 - 游泳部 | - 戲劇部 - 合唱部 - 美術部 - 理科部 - 茶道部 - 吹奏樂部 - 圍棋將棋部 - 家庭科部 |

## 附近交通
- 自東日本旅客鐵道三鷹站、吉祥寺站搭乘關東巴士武藏營業所（日语：関東バス武蔵野営業所）巴士至武蔵野北高校前站下車，再步行1分鐘。

- 新宿西武線西武柳澤站下車，再步行15分鐘。

## 外部連接
- 東京都立武藏野北高等學校官方網站 （页面存档备份，存于）（日語）